# Parafia św. Marii Magdaleny w Długomiłowicach
Parafia Świętej Marii Magdaleny w Długomiłowicach – parafia rzymskokatolicka, znajdująca się w diecezji opolskiej, w dekanacie Łany.

## Przypisy

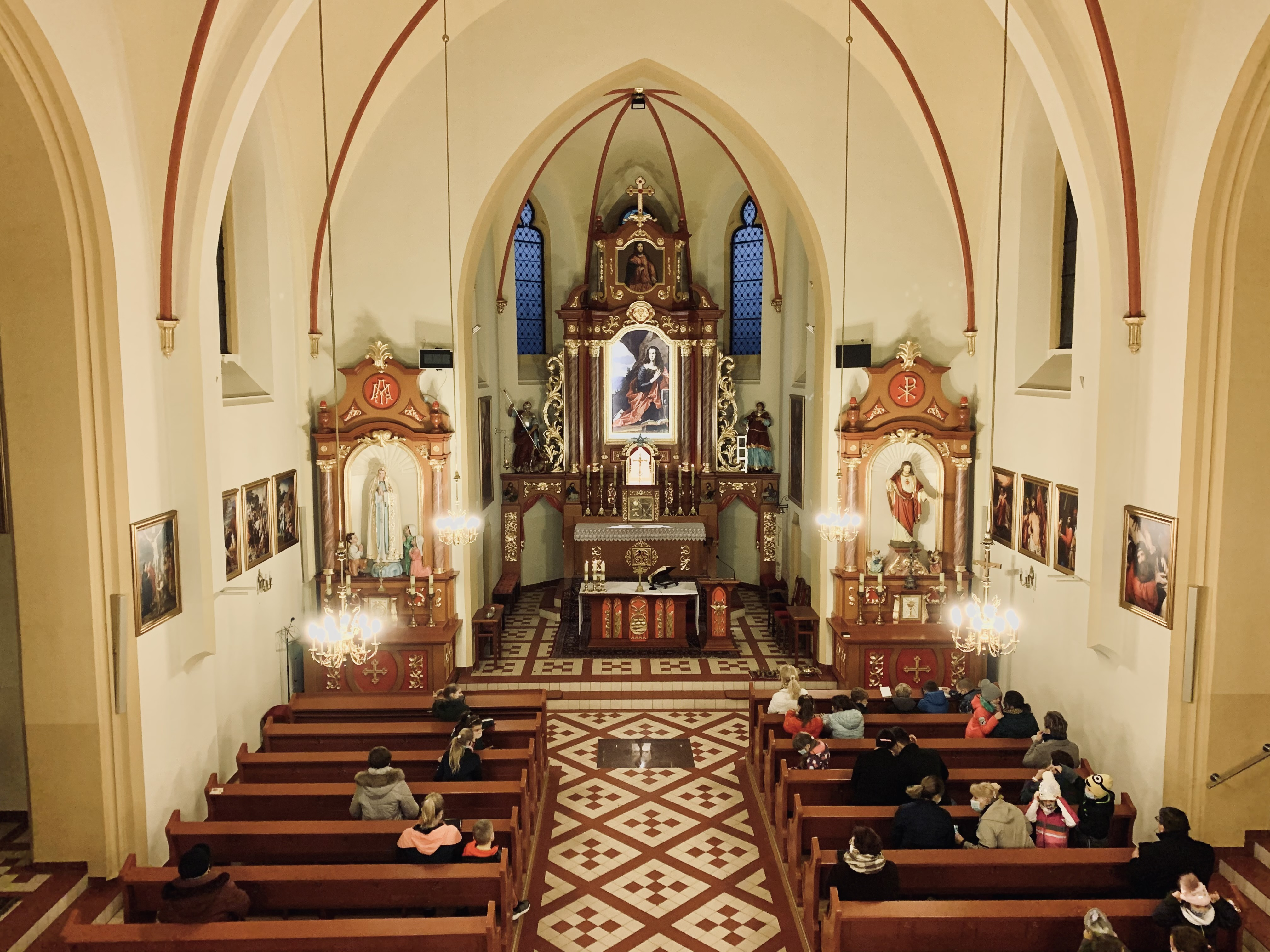
Wnętrze kościoła